# Estación Chorotis
Chorotis es una estación de ferrocarril ubicada en la ciudad homónima, Departamento Fray Justo Santa María de Oro, provincia del Chaco, Argentina

## Servicios
Es una de las estaciones terminales del servicio interurbano que presta la empresa estatal Trenes Argentinos Operaciones entre esta estación y Roque Sáenz Peña.
Presta un servicio ida y vuelta cada día hábil entre cabeceras.
Las vías por donde corre el servicio, corresponden al Ramal C6 del Ferrocarril General Belgrano, por allí transitan además, trenes de cargas de la empresa estatal Trenes Argentinos Cargas.